# Atundalândia

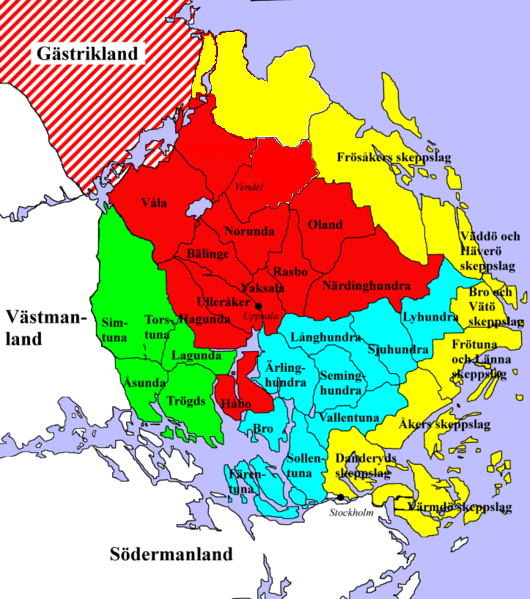
A Uplândia era formada por 3 "províncias históricas antigas" (folclândia):
Tiundalândia
Fiadrindalândia
Atundalândia

Atundalândia (em latim: Attundalandia; em sueco: Attundaland; lit. "terra dos 8 hundredos") era uma das 3 folclândias ("províncias históricas antigas") que formavam a Uplândia, compreendendo sua porção sudeste, ao norte de Estocolmo. Seu nome se refere a seu papel de fornecer 800 homens e 32 navios à expedição dos reis suecos de Upsália. Seu nome foi reapropriado como tribunal de distrito (Attunda tingsrätt) desde abril de 2007, através da fusão dos tribunais de Solentuna e Roslag Setentrional.

## História
A Atundalândia era uma das três folclândias ("províncias históricas antigas") que se uniram para formar a Uplândia. Foi citada pela primeira vez em cerca de 1120, num documento de Florença. De acordo com o historiador islandês do século XIII Esnorro Esturleu, a Suídia (terra original dos suíones e núcleo da Reino da Suécia) era formada pela Vestmânia, Sudermânia, Fiadrindalândia, Sialândia, Tiundalândia e Atundalândia, enquanto a Suécia ainda compreendia a Gotalândia Ocidental, Gotalândia Oriental, Varmlândia e "marclândias".  A Atundalândia tinha seu legífero e um ting regional, que existiu por todo o século XIII, mas talvez já existisse desde o XII. Mesmo após a codificação da Lei da Uplândia de 1296, manteve seu legífero e ting.
A Lei da Sudermânia, escrita entre 1279 e 1285 e revisada em 1325, afirma que Tiundalândia, Atundalândia e Fiadrindalândia deviam primeiro "levar" o rei, com conselho de toda a Suécia no ting de Mora. Mora estava na fronteira entre Atundalândia e Tiundalândia e era alcançado a curta viagem de Fiadrindalândia ou Upsália, o que deve tê-la tornado adequada como local de coroação dos reis antes do século XIV.